# National Arms Company
A National Arms Company era um fabricante de armas de fogo com sede no Brooklyn, Nova York, que floresceu por uma década em meados do século XIX, na época da Guerra Civil Americana.

## Visão geral
A National Arms Company fabricou, entre outras armas, uma derringer que disparava o .41 Short (uma munição introduzida em 1863), e o "Pocket Revolver" de Daniel Moore e David Williamson usando o "Teat-fire cartridge" no calibre .32 (que fabricou sob as marcas "Moore" e "National Arms Company").
O revolver "Moore Caliber .32 Teat-fire", que usava um cartucho exclusivo para contornar a patente Rollin White de propriedade de Horace Smith e Daniel Wesson, provou ser muito popular durante a Guerra Civil, tanto com soldados quanto com civis. Os cartuchos "Teat-fire" não tinham um aro na parte traseira como os cartuchos convencionais, mas eram arredondados na parte traseira, com um pequeno "bico" que se projetava através de uma pequena abertura na parte traseira do cilindro. A mistura de espoleta estava contida nesse "bico" e quando o cão o golpeasse, o cartucho dispararia. Portanto, era semelhante a um cartucho de fogo circular, mas em vez de ter uma espoleta ao redor de todo o aro, ela está localizada no "bico" central.
A National Arms produziu cerca de 30.000 revólveres Calibre .32 de 1864 a 1870, quando foi adquirida pela Colt's Manufacturing Company. A Colt continuou a produzir a derringer .41 de fogo circular após a aquisição como um esforço para entrar no mercado de armas de cartucho metálico.